# Plagiobryum hultenii
Plagiobryum hultenii är en bladmossart som beskrevs av Hedderson 1990. Plagiobryum hultenii ingår i släktet puckelmossor, och familjen Bryaceae. Inga underarter finns listade i Catalogue of Life.